# 1925-ös magyar úszóbajnokság
Az 1925-ös magyar úszóbajnokság legtöbb versenyszámát júliusban és augusztusban rendezték meg Budapesten.

## Eredmények

### Férfiak
| Versenyszám                                     | Arany                                                                  | Arany   | Ezüst                                                             | Ezüst   | Bronz                                              | Bronz                      |
| ----------------------------------------------- | ---------------------------------------------------------------------- | ------- | ----------------------------------------------------------------- | ------- | -------------------------------------------------- | -------------------------- |
| 100 m gyorsúszás Döntő: július 26.              | Bárány István MOVE Eger SE                                             | 1:01,4  | Gáborfi Antal Nemzeti SC                                          | 1:02,4  | Szigritz Géza MOVE Eger SE                         | 1:05                       |
| 200 m gyorsúszás Döntő: július 25.              | Szigritz Géza MOVE Eger SE                                             | 2:26,2  | Bitskey Zoltán MOVE Eger SE                                       | 2:28,4  | Magyar Gusztáv MTK                                 | 2:33,2                     |
| 400 m gyorsúszás Döntő: szeptember 12.          | Herbert Heinrich Poseidon Leipzig                                      | 5:25,6  | Bitskey Zoltán MOVE Eger SE                                       | 5:34,2  | Több célbaérkező nem volt.                         | Több célbaérkező nem volt. |
| 800 m gyorsúszás Döntő: augusztus 30.           | Szigritz Géza MOVE Eger SE                                             | 11:29,2 | Fehér István Jásszapáti Összetartás                               | 11:33   | Szabó István VAC                                   |                            |
| 1500 m gyorsúszás Döntő: augusztus 9., Kaposvár | Szigritz Géza MOVE Eger SE                                             | 23:26,2 | Páhok István MTK                                                  | 23:31,4 | Fehér István Jásszapáti Összetartás                | 23:33                      |
| 100 m hátúszás Döntő: július 26.                | Bartha Károly NSC                                                      | 1:15,8  | Bitskey Aladár MOVE Eger SE                                       | 1:16,4  | Klausz Imre MTK                                    | 1:20,4                     |
| 100 m mellúszás Döntő: július 26.               | Hollósi Frigyes NSC                                                    | 1:20,4  | Barta István III. kerületi TVE                                    | 1:23,4  | Hegedűs István BEAC                                | 1:27,4                     |
| 200 m mellúszás Döntő: június 21.               | Hollósi Frigyes NSC                                                    | 2:58,4  | Bitskey Zoltán MOVE EgerFriedberger I. Wienna Amateur Schwim Club | 3:06    |                                                    |                            |
| Folyambajnokság Döntő: augusztus 25.            | Páhok István MTK                                                       | 1:01:54 | Turnovszky Endre MAC                                              | 1:02:50 | Szabó István VAC                                   | 1:03:43                    |
| Folyambajnokság csapat Döntő: augusztus 25.     | Turnovszky Endre Halász Jenő Hiszek József Ember Béla Krecsmer MAC     | 27      | Páhok István Jung Béla Horváth Fehér Boros MTK                    | 30      |                                                    |                            |
| 4 × 200 m gyorsváltó Döntő: július 19.          | Bitskey Zoltán Bitskey Aladár Szigritz Géza Bárány István MOVE Eger SE | 10:02,6 | Keserű Homonnai II Czele Holba Tivadar III. kerületi TVE          | 10:32   | Jung Magyar Serény Páhok MTK                       | 10:41,8                    |
| 3 × 100 m vegyes váltó Döntő: július 25.        | Hollósi Frigyes Bartha Károly Gáborfi Antal Nemzeti SC                 | 3:40,8  | Steiner Klausz József Magyar MTK                                  | 3:52    | Barta István Czele Holba Tivadar III. kerületi TVE | 3:59                       |

### Nők
| Versenyszám                                 | Arany                                                             | Arany                                                             | Ezüst                                                             | Ezüst                                                             | Bronz                                                             | Bronz                                                             |
| ------------------------------------------- | ----------------------------------------------------------------- | ----------------------------------------------------------------- | ----------------------------------------------------------------- | ----------------------------------------------------------------- | ----------------------------------------------------------------- | ----------------------------------------------------------------- |
| 100 m gyorsúszás Döntő: július 25.          | Sipos Margit NSC                                                  | 1:30                                                              | Vermes Edit Esztergomi MOVE                                       | 1:31,4                                                            | Kraszner Vilma MUE                                                | 1:33                                                              |
| 100 m hátúszás Döntő: július 26.            | A győztes a szintidőt nem teljesítette, így nem avattak bajnokot! | A győztes a szintidőt nem teljesítette, így nem avattak bajnokot! | A győztes a szintidőt nem teljesítette, így nem avattak bajnokot! | A győztes a szintidőt nem teljesítette, így nem avattak bajnokot! | A győztes a szintidőt nem teljesítette, így nem avattak bajnokot! | A győztes a szintidőt nem teljesítette, így nem avattak bajnokot! |
| 100 m mellúszás Döntő: július 26.           | A győztes a szintidőt nem teljesítette, így nem avattak bajnokot! | A győztes a szintidőt nem teljesítette, így nem avattak bajnokot! | A győztes a szintidőt nem teljesítette, így nem avattak bajnokot! | A győztes a szintidőt nem teljesítette, így nem avattak bajnokot! | A győztes a szintidőt nem teljesítette, így nem avattak bajnokot! | A győztes a szintidőt nem teljesítette, így nem avattak bajnokot! |
| Folyambajnokság Döntő: augusztus 25.        | Stieber Sarolta MAC                                               | 1:09:22                                                           | Keresztúri Kamilla Ferencvárosi TC                                | 1:10:05                                                           | Sipos Anna MUE                                                    |                                                                   |
| Folyambajnokság csapat Döntő: augusztus 25. | Stieber Sarolta Reichl Nóra Fedák Ágota MAC                       | 11                                                                | Sipos Anna Filics Albecker MUE                                    | 13                                                                |                                                                   |                                                                   |